# المهاجمين (العدين)

تعديل مصدري - تعديل

المهاجمين محلة تابعة لقرية بيت الشبر، التابعة لعزلة بني هات بمديرية العدين إحدى مديريات محافظة إب في الجمهورية اليمنية.، بلغ تعداد سكانها 36 حسب تعداد اليمن لعام 2004.